# 素敵じゃないか
「素敵じゃないか」（すてきじゃないか、Wouldn't It Be Nice）は、アメリカ合衆国のロックバンド、ザ・ビーチ・ボーイズが1966年に発表した楽曲。

## 概要
作詞作曲はトニー・アッシャーとブライアン・ウィルソンとマイク・ラヴ。リード・ボーカルはブライアン。ブリッジはマイク・ラヴが歌っている。
1966年5月16日発売のアルバム『ペット・サウンズ』に収録。同年7月18日、「神のみぞ知る」とのカップリングでシングルカットされ、ビルボード・Hot 100で8位を記録した。
クリーンなエレクトリック・ギター（12弦に聴こえるが、ブライアン・ウィルソンの談によると、6弦を2回重ねているという）による、煌めくようなイントロが特徴。恋する人と結婚し、共に暮らせたら「素敵じゃないか」と問いかけるストレートなラブソングである。
なお、ライヴではブライアンに代わってアル・ジャーディン、後にカール・ウィルソンがリードヴォーカルを担当した。
1986年リリースのベスト盤『メイド・イン・USA』と1989年リリースのアルバム『スティル・クルージン』には、ブライアンとマイクのヴォーカルが別テイクで、よりラウドにミックスされたヴァージョンが収録されている。このヴァージョンは、『The Pet Sounds Sessions』には収録されていない。
1997年、『ペット・サウンズ・セッションズ』にてステレオ・ヴァージョンが初めて発表された。当時発見できたマルチトラック・テープの都合によりミドルのヴォーカルが別テイクに差し代えられ、さらにリードがマイクからブライアンに換わっていることで大きな反響を呼んだ。2001年の『ペット・サウンズ(モノ＋ステレオ)』リリースの際にはマイクのリードに戻されたが、これはマルチトラックではなくモノ・ヴァージョンから抽出した音源のため、その部分のみ音質が変化する。そのため2003年発表の『ペット・サウンズ』DVDに収録のハイレゾステレオ、5.1chサラウンド・ミックス、及び『セッションズ』や50周年記念盤収録のアカペラではブライアンがリードのヴァージョンが踏襲されている。2013年に発売されたCDボックス『カリフォルニアの夢』には、マイクのヴォーカルをAI技術を使い以前よりクリアに抜き出したものに差し替えた新ステレオ・バージョンが収録された。

## カバー・バージョン
- HUSKING BEE - 1998年のアルバム『PUT ON FRESH PAINT』に収録。
- リズ・キャラウェイ - 2001年のアルバム『The Beat Goes On』に収録。
- 槇原敬之 - 2004年の複数アーティスト参加によるトリビュート・アルバム『BEACH BOYS BEST OF TRIBUTE』に収録。
- ウィルソン・フィリップス - 2012年のアルバム『Dedicated』に収録。
- アレックス・チルトン - 2013年発売のライブ・アルバム『Electricity By Candlelight NYC 2/13/97』に収録。録音は1997年[3]。
- ジェフリー・フォスケット - 2019年のアルバム『Voices』に収録。レコーディングにはビーチボーイズのマイク・ラヴ、ブルース・ジョンストンらが参加。
- まちだガールズ・クワイア - 2024年発売のカバーアルバム『MGC Classics vol.3』に収録。

## その他
2004年のアメリカ映画「50回目のファースト・キス」の挿入歌として使用されている。
2013年1月ゴールドクレストのマンションCMに起用されている。
2013年10月12日公開の映画『陽だまりの彼女』のメインテーマに使用されている。
テレビ東京系列の旅番組『朝の!さんぽ道』のオープニングテーマに使用されている。
2018年発売のビデオゲーム『Fallout 76』のローンチトレイラー内で作品を象徴する曲として使用された。また、作中のラジオの一部から聴くことができる。